# Pseudohydrophilus longispinosus
Pseudohydrophilus longispinosus is een keversoort uit de familie Coptoclavidae. De wetenschappelijke naam van de soort is voor het eerst geldig gepubliceerd in 1888 door Oppenheim.